# Architettura del Bangladesh
L'architettura del Bangladesh si riferisce agli attributi e agli stili architettonici del Bangladesh. L'architettura del Bangladesh ha una lunga storia ed è radicata nella cultura bengalese, nella religione e nella storia. Si è evoluta nel corso dei secoli ed ha assimilato influenze sociali, religiose e delle comunità esotiche. Ha un forte impatto sullo stile di vita, la tradizione e la vita culturale del popolo del Bangladesh. Il Bangladesh presenta molte testimonianze architettoniche e monumenti risalenti a migliaia di anni fa.

## Architettura Pala Buddista
L'impero Pala fu una dinastia buddista che controllò il Bangladesh dal VIII al XII secolo. I Pala crearono una forma peculiare di arte buddhista, conosciuta come "Scuola di Arti scultoree Pala". Le gigantesche strutture di Vikramshila Vihar, Odantpuri Vihar e Jagaddal Vihar erano i capolavori dei Pala. Queste strutture mastodontiche sono state distrutte dalle forze di Bakhtiar Khilji. Somapura Mahavihara, creazione dell'imperatore Dharmapala, a Paharpur, Bangladesh, è il più grande Vihara (tempio buddista) nel subcontinente indiano ed è stato descritto come "un piacere per gli occhi del mondo". L'UNESCO l'ha inserito tra i Patrimoni dell'Umanità nel 1985. Lo stile architettonico Pala è stato seguito in tutto il sud-est asiatico, in Cina, Giappone e Tibet. Il Bengala si è guadagnato il nome di "Signora d'Oriente". La storica dell'arte Stella Kramrisch ha detto: "l'arte di Bihar e del Bengala ha esercitato un'influenza duratura su quella del Nepal, della Birmania di Ceylon e di Java." Dhiman e Vittpala furono due celebri scultori Pala. J.C. French disse: "per la ricerca delle Piramidi d'Egitto spendiamo milioni di dollari ogni anno. Ma se avessimo speso anche solo l'un percento di quei soldi per gli scavi di Somapura Mahavihara, chissà quali straordinarie scoperte avrebbero potuto essere fatte."

## Architettura dei templi in terracotta

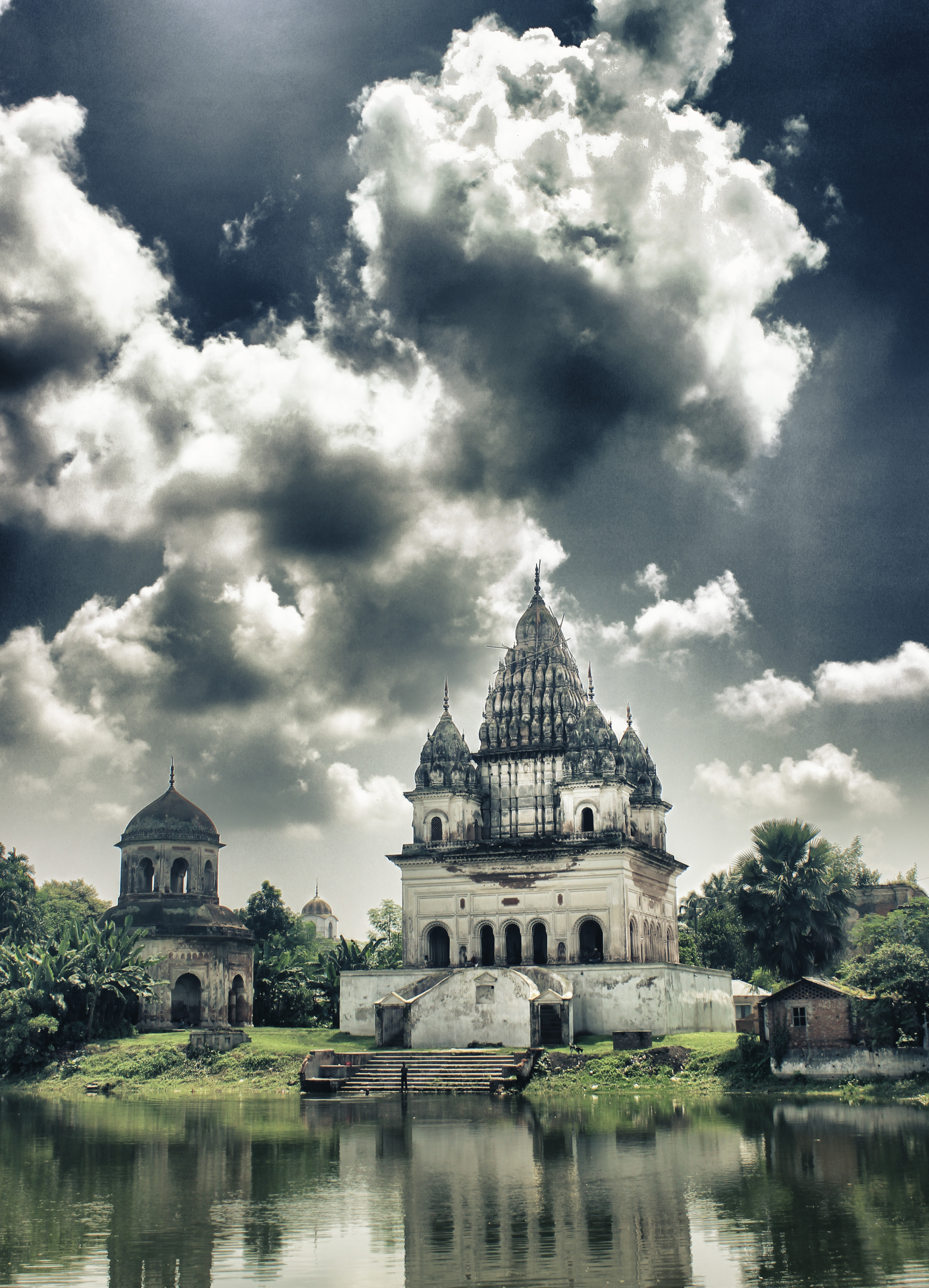
Complesso templare di Puthia, Rajshahi
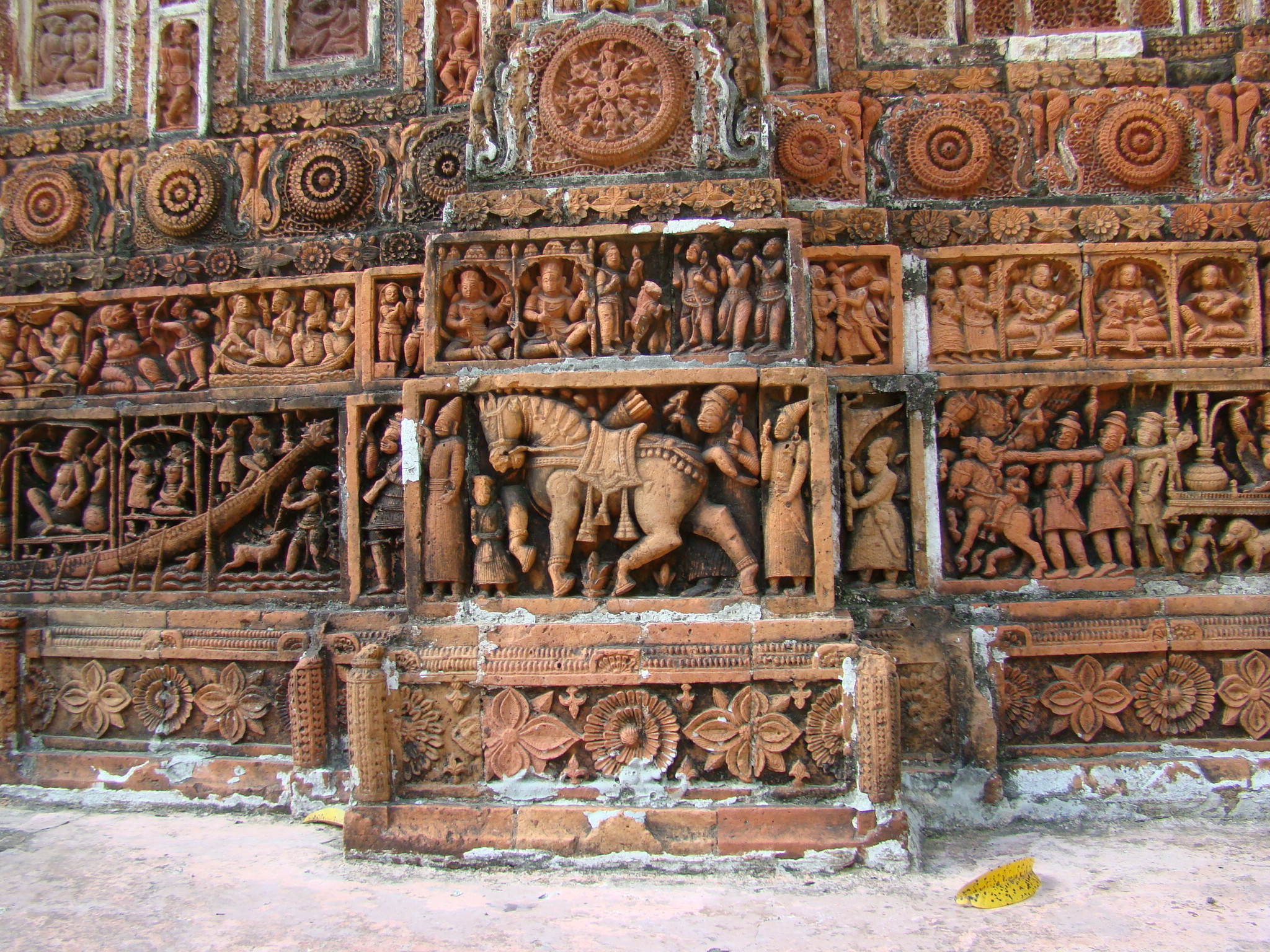
Disegni in terracotta, sull'esterno del Tempio Kantajew, Dinajpur
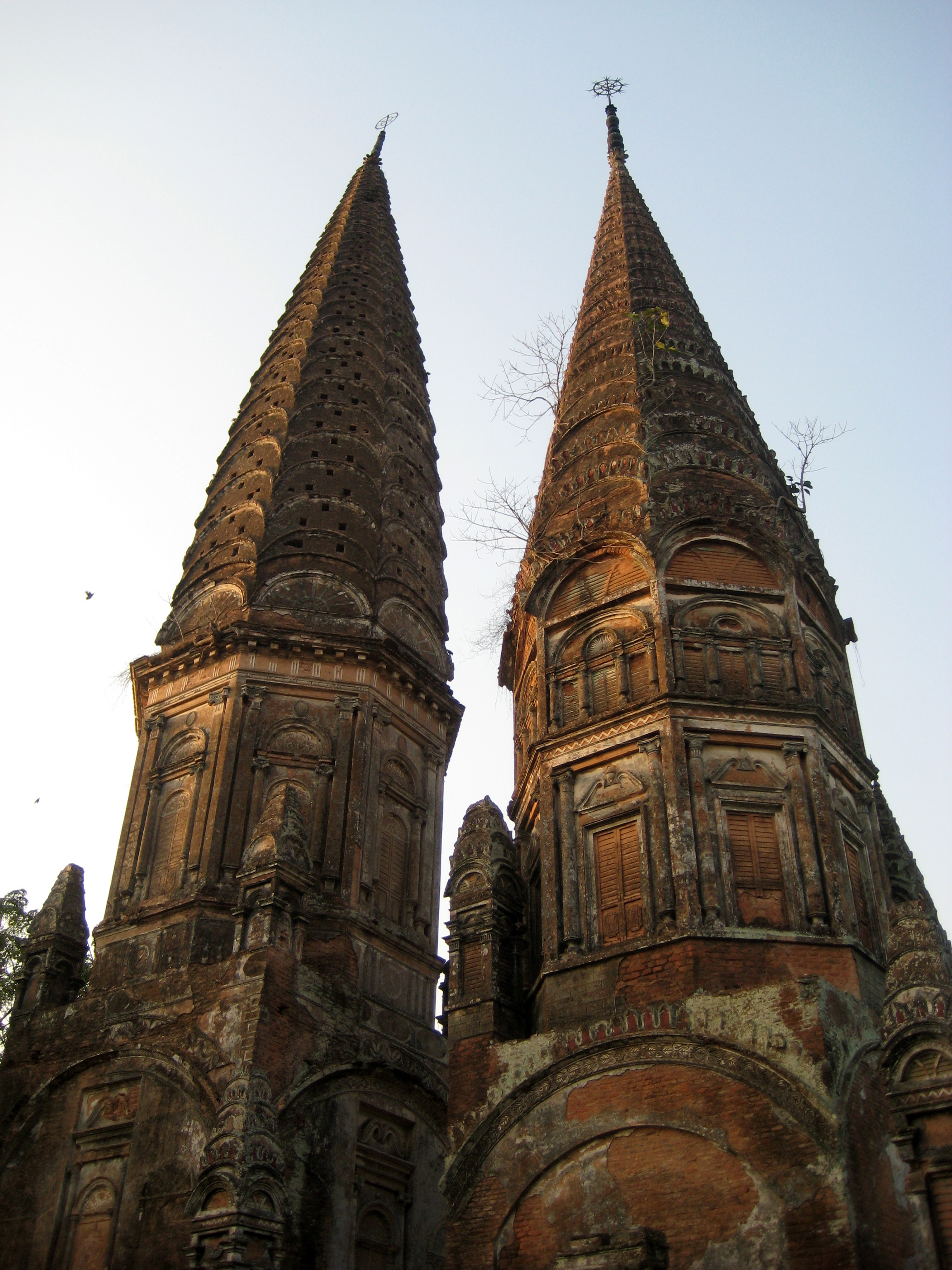
Templi gemelli di Sonarang, Munshiganj

## Architettura islamica e Moghul
Nel 1576 gran parte del Bengala passò sotto il controllo dell'impero Moghul. Al tempo, Dacca emerse come base militare moghul. Lo sviluppo della città e delle abitazioni portò ad una significativa crescita della popolazione. La città fu proclamata da Islam Khan I capitale del Bengala Moghul nel 1608, durante questo periodo molte moschee, fortezze e università furono costruite. Bara Katra fu costruita tra il 1644 e il 1646 circa per essere utilizzata come residenza ufficiale del principe moghul Shah Shuja, il secondo figlio dell'imperatore Shah Jahan.
L'architettura Moghul rimasta nel Bangladesh odierno, ha raggiunto il suo apice durante il regno di Shaista Khan, che ha incoraggiato la costruzione di città moderne e di opere pubbliche a Dacca, portando ad una massiccia espansione urbana ed economica. Era un mecenate delle arti e incoraggiò la costruzione di monumenti maestosi in tutta la provincia, tra cui moschee, mausolei e palazzi, che rappresentavano il meglio dell'architettura persiana a Moghul. Shaista Khan ampliò notevolmente il Forte Lalbagh, la Moschea Chawk, la Moschea Shat Gombuj e il caravanserraglio Choto Katra. Ha inoltre supervisionato la costruzione del mausoleo per la figlia Bibi Pari.

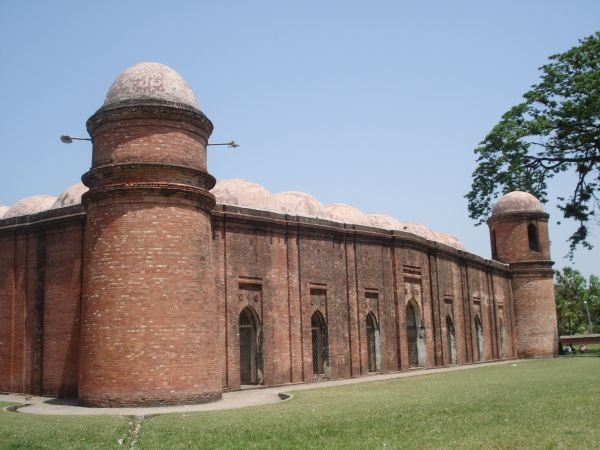
La Moschea delle sei cupole, stile Tughlak, fa parte del sito unesco della Città-moschea di Bagerhat
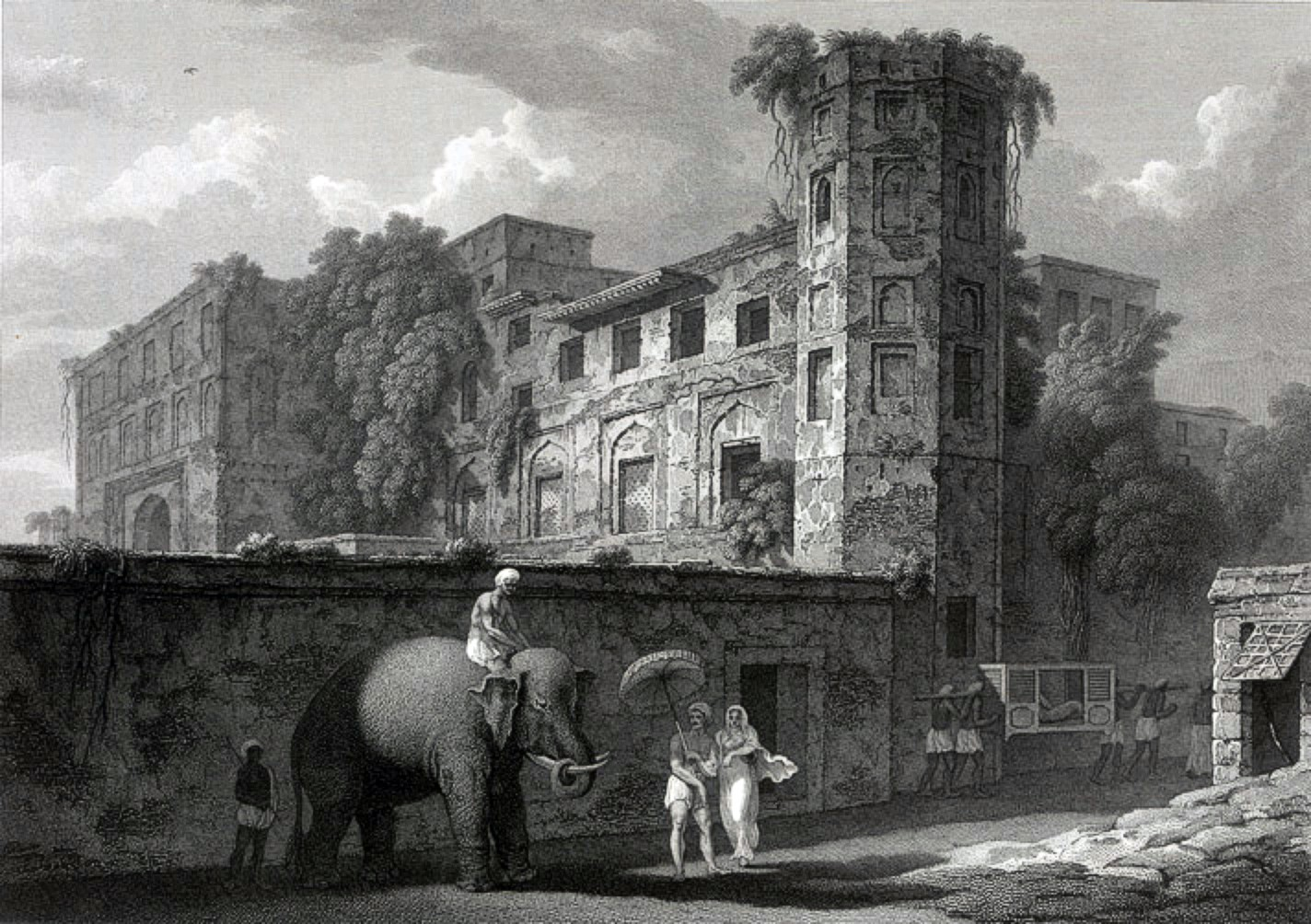
Bara Katra, dipinto di Sir Charles D'Oyly, 1823
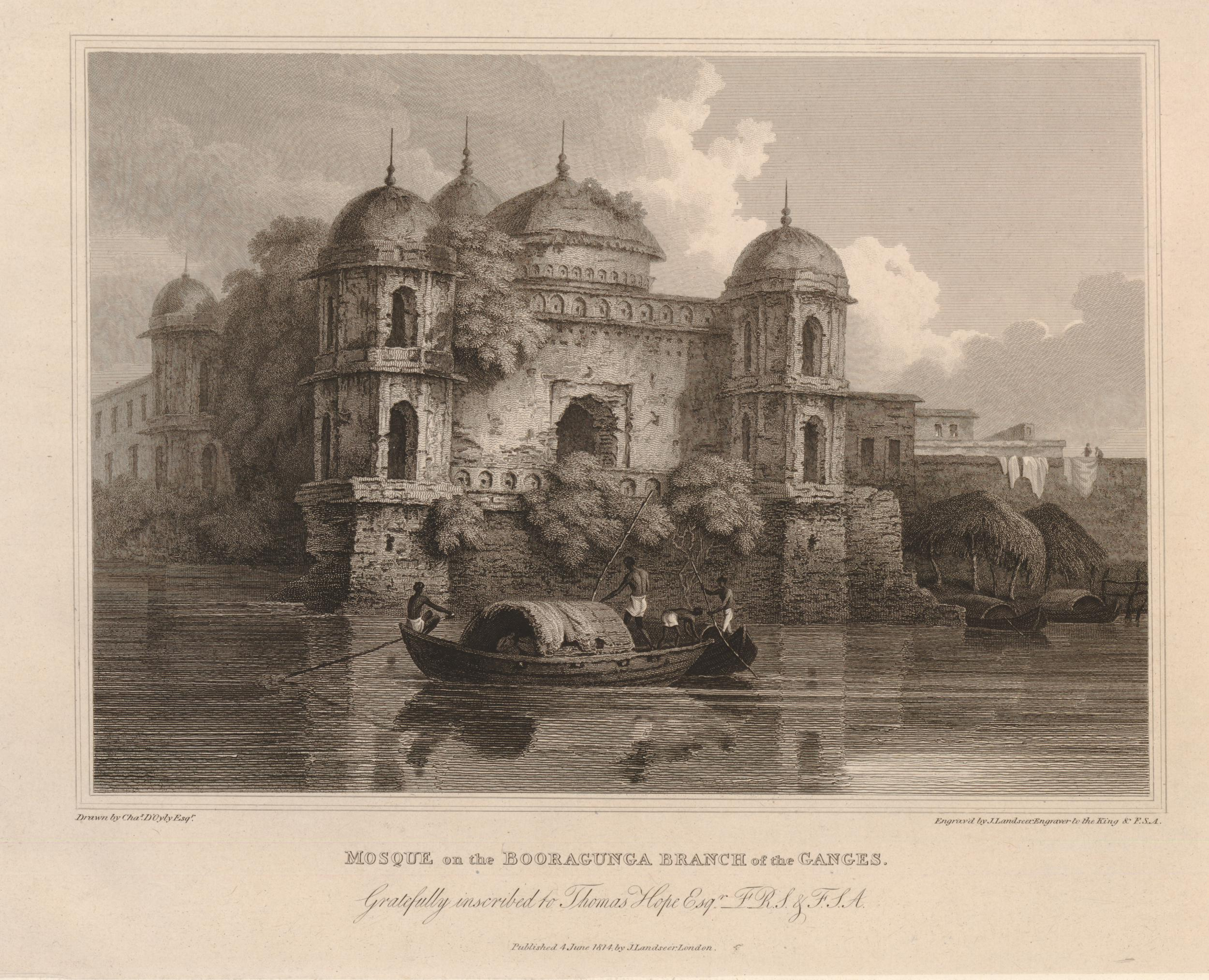
Moschea Saat, sulla riva del fiume Buriganga, XIX secolo

## Architettura comune dei Bungalow
L'origine dei bungalow indiani ha radici nella provincia storica del Bengala. Il termine bangalo significa "Bengala" ed è usato per indicare una "casa in stile Bengala". Tali case erano tradizionalmente piccole, con un solo piano e distaccate, avevano un'ampia veranda. Sono state adattate dagli inglesi, che le hann usate come case per gli amministratori coloniali nei ritiri estivi nell'Himalaya e negli accampamenti fuori dalle città indiane. Le case in stile bungalow sono ancora molto popolari nelle zone rurali del Bengala. In queste zone sono spesso chiamate "Bangla Ghar" (case in stile bengalese). Il materiale di costruzione usato principalmente al giorno d'oggi sono le lamiere ondulate. In precedenza erano costruiti in legno, bambù e con una sorta di paglia chiamata "Khar". Il Khar era utilizzato per costruire i tetti e manteneva la casa fresca durante le calde giornate estive. Un altro materiale di copertura per le case bungalow erano le tegole di argilla rossa.

## Rinascita dell'architettura indo-saracena
Nell'epoca coloniale britannica, erano predominanti gli edifici in stile indo-saraceno, nati dalla contaminazione di componenti europee e indo-islamiche. Tra le opere più importanti vi sono Ahsan Manzil a Dacca e il Palazzo Tajhat a Rangpur.

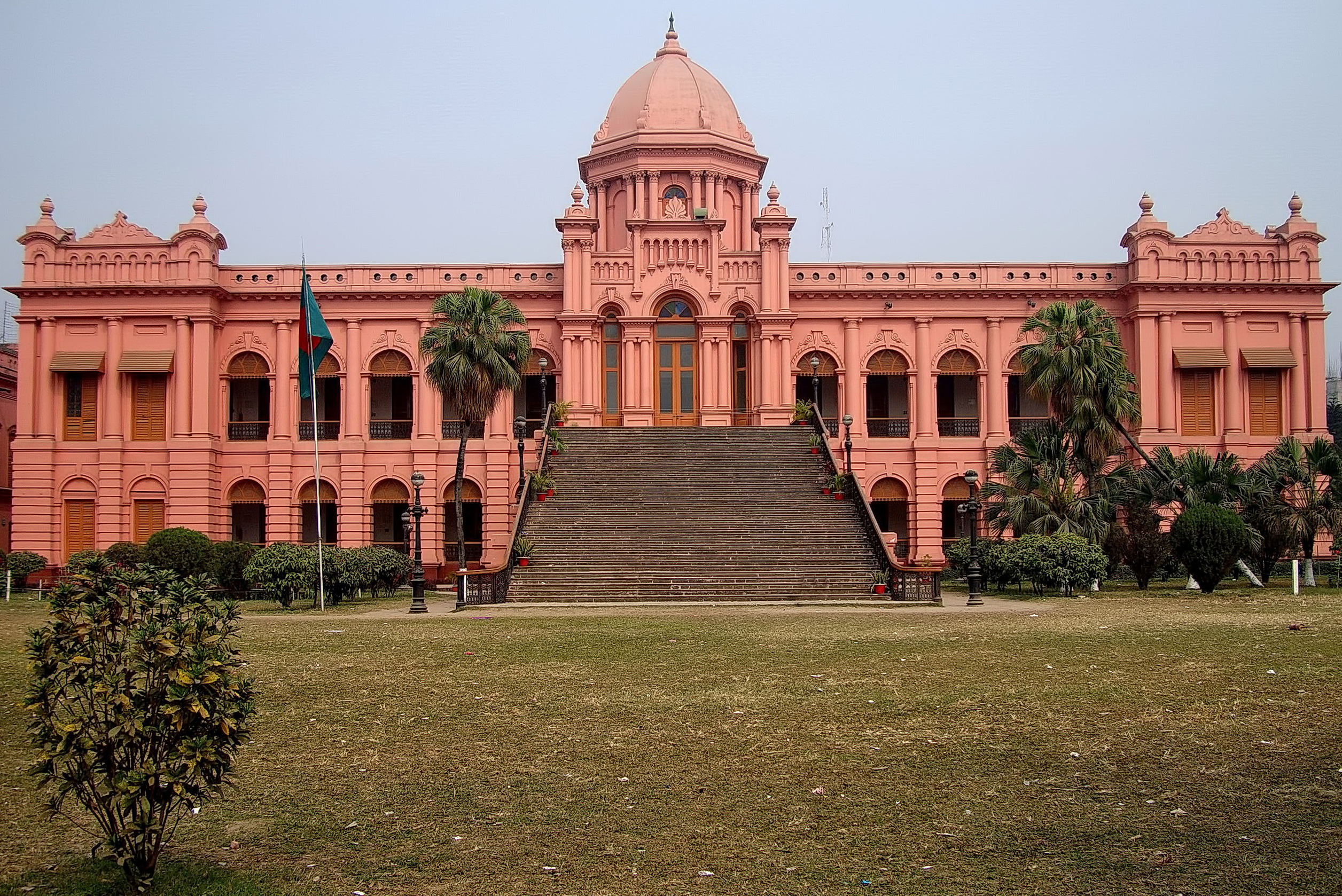
Ahsan Manzil a Dacca
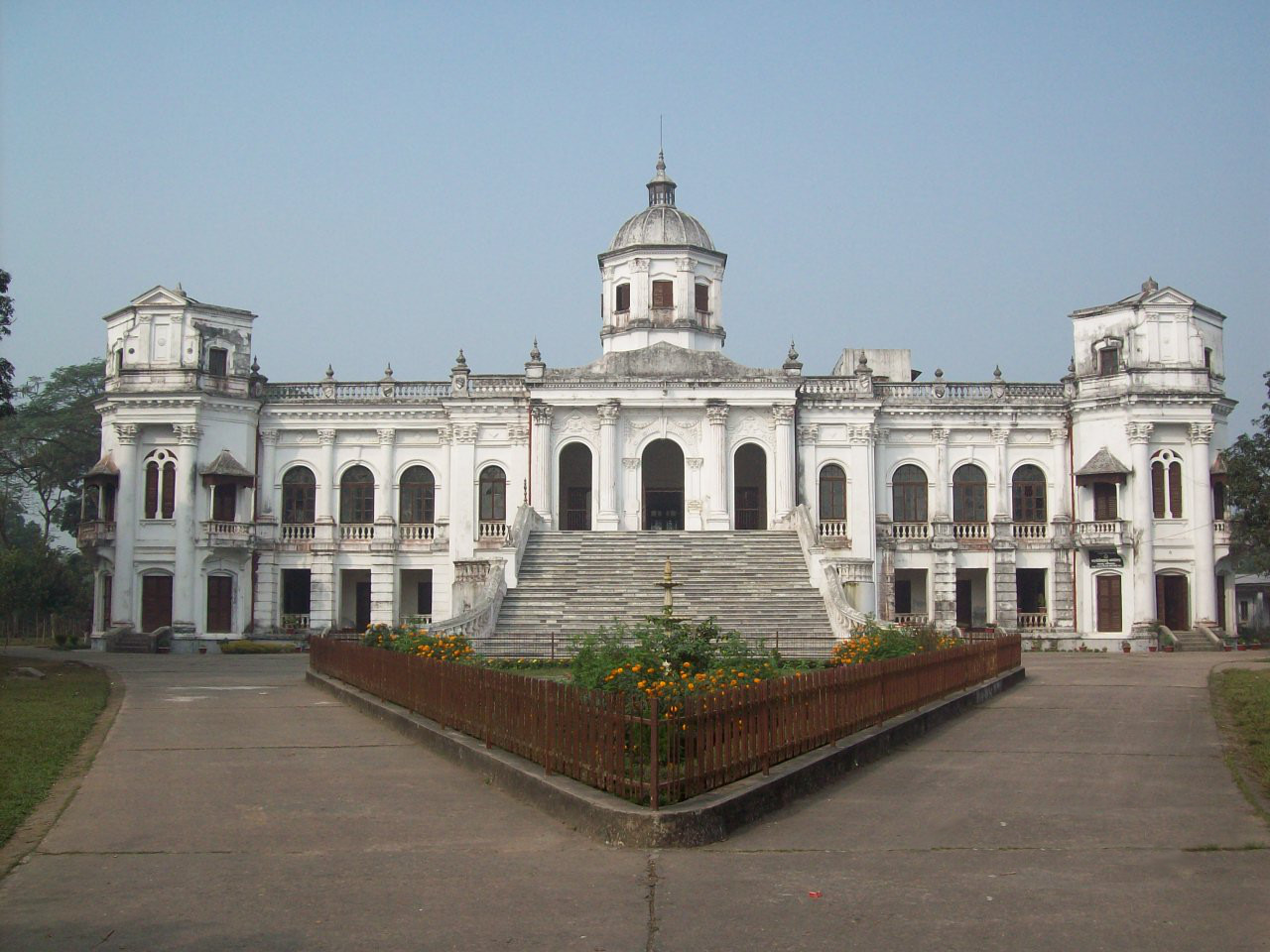
Palazzo Tajhat a Rangpur
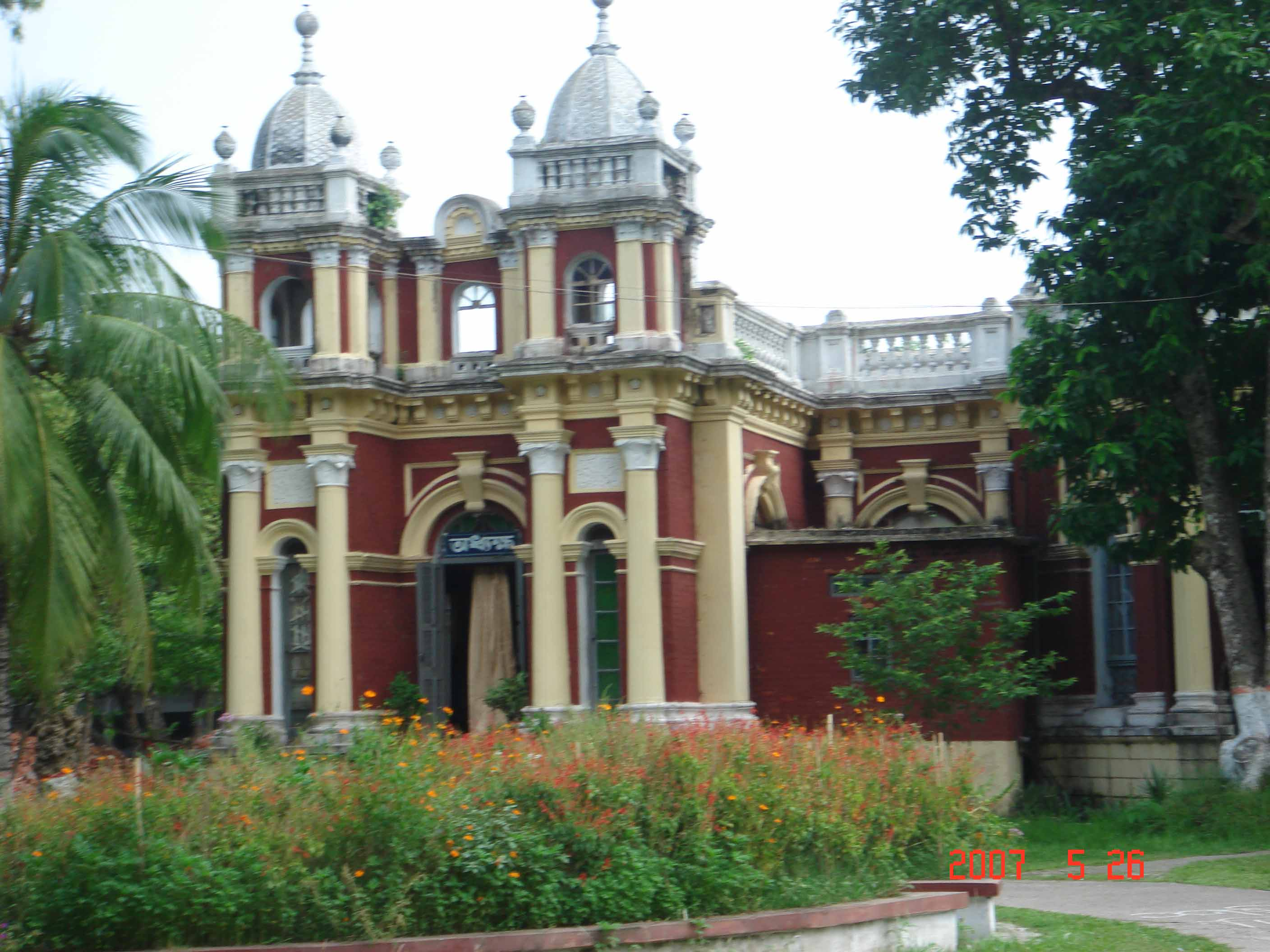
Shoshi Lodge a Mymensingh
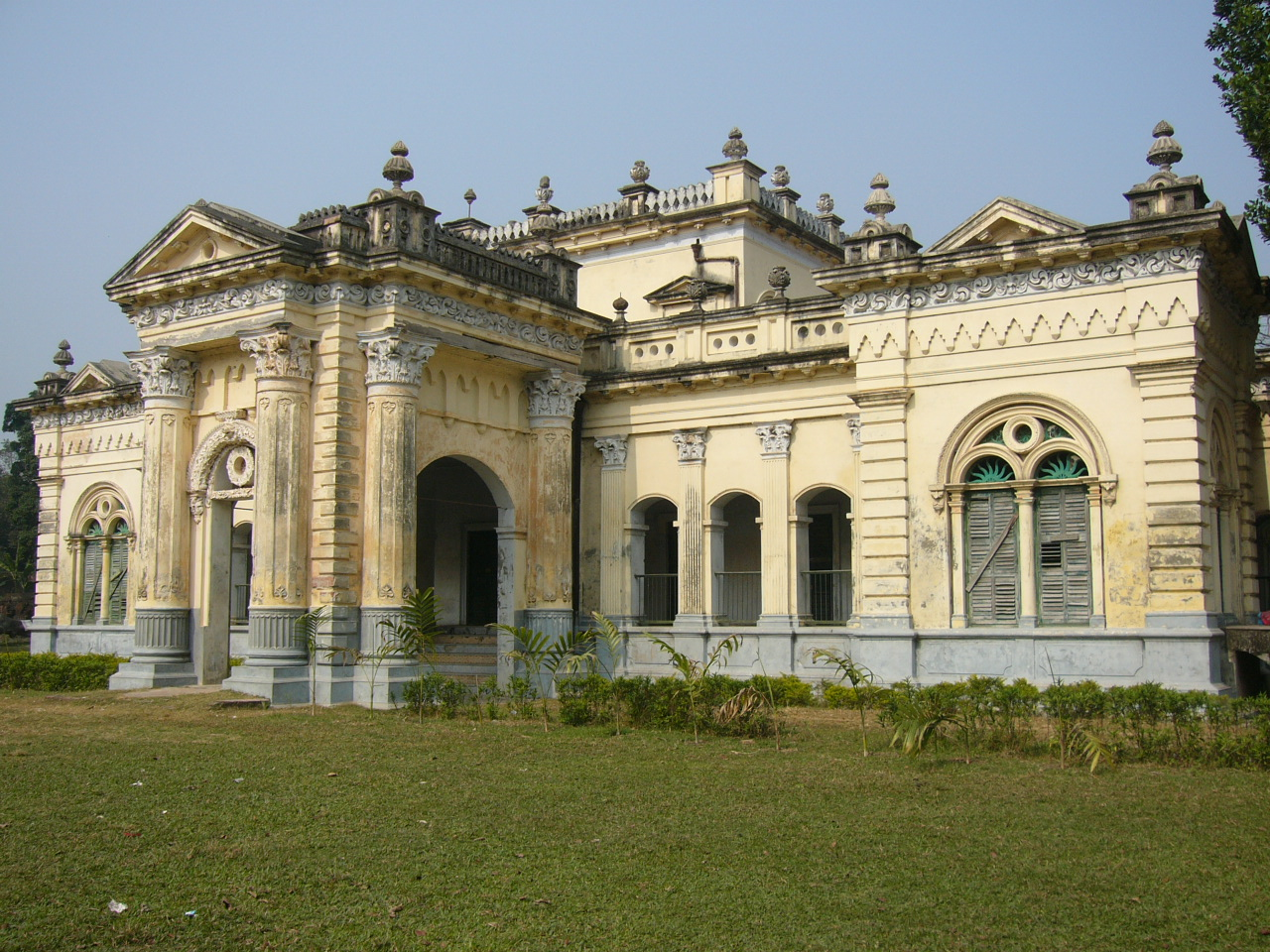
Natore Rajbari

## Architettura moderna Bengalese
Nel contesto moderno, l'architettura del Bangladesh è diventata più diversificata, composta da elementi dell'architettura contemporanea, forme estetiche artistiche e tecnologicamente avanzate. Dalla nascita del Bangladesh, il progresso economico ha favorito la trasformazione delle architetture tradizionali in un contesto contemporaneo. Con le crescenti urbanizzazione e modernizzazione, le forme architettoniche si stanno trasformando in uno stile moderno, che copre una vasta gamma del patrimonio e della tradizione del paese. L'architettura del Bangladesh è in grado di fornire informazioni sulla storia e sulla vita del suo popolo.

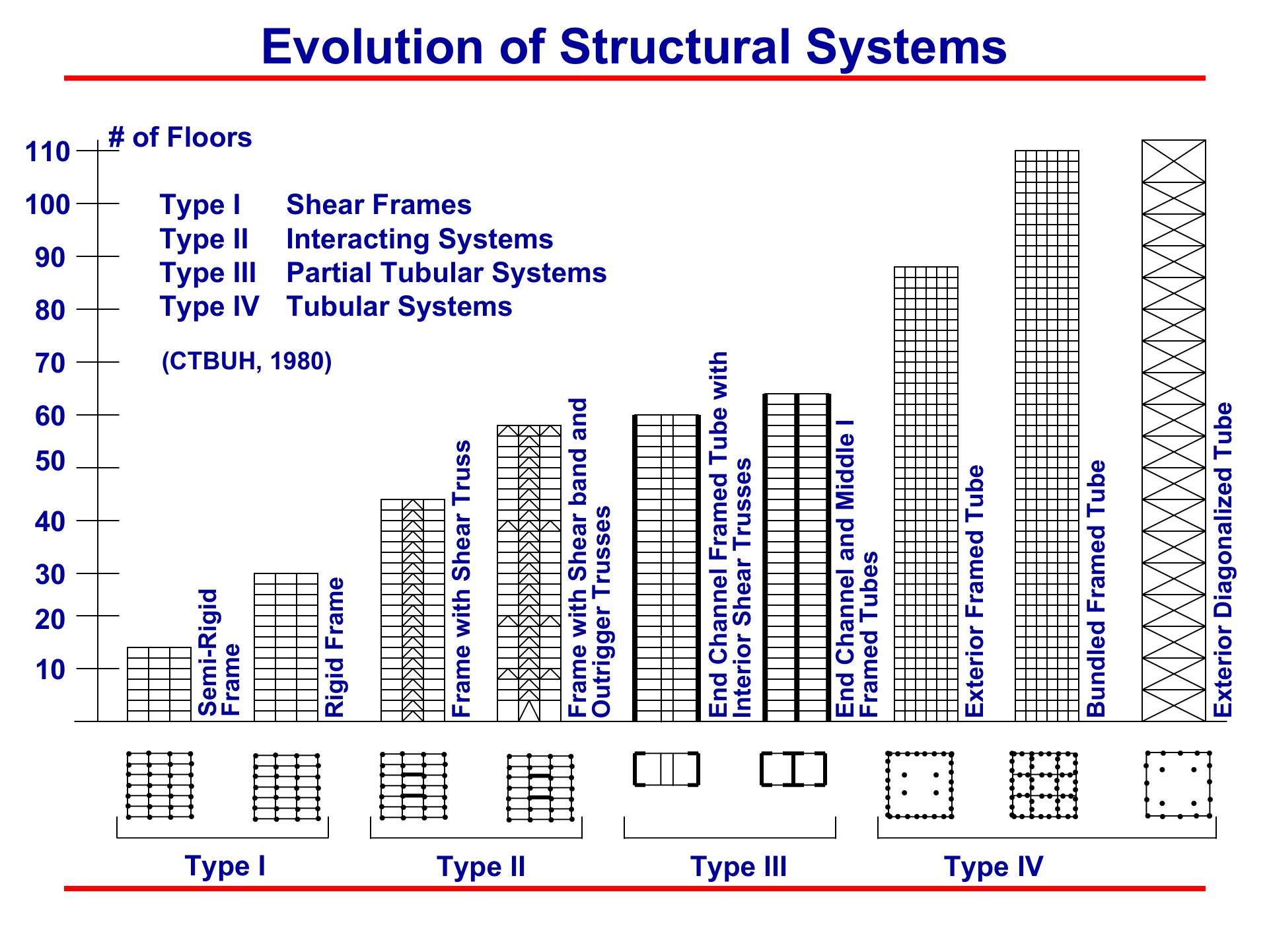

Fazlur Rahman Khan era un ingegnere strutturale ed un architetto che iniziò i sistemi strutturali, che sono fondamentali per la progettazione degli edifici odierni più elevati. Considerato come l'"Einstein dell'ingegneria strutturale", i suoi "disegni tubolari" per grattacieli hanno rivoluzionato la progettazione di questi edifici. La maggior parte degli edifici oltre i 40 piani costruiti a partire dagli anni '60 utilizzano il design proveniente dai principi di ingegneria struttura di Khan. È il progettista della Willis Tower, negli USA, il più alto edificio del mondo per molti anni, del Kohn Hancock Center e dell'Aeroporto di Gedda-Re Abdulaziz. Le innovazioni di Khan non solo rendono le costruzioni strutturalmente più forti ed efficienti,  ma riducono anche in modo significativo l'uso di materiali (economicamente più conveniente) e contemporaneamente permettono agli edifici di raggiungere altezze ancora maggiori. I sistemi tubolari permetto una maggiore abitabilità e permettono agli edifici di assumere varie forme, offrendo una libertà senza precedenti agli architetti. Inoltre ha inventato la Sky lobby per i grattacieli e ha contribuito all'avvio dell'utilizzo diffuso dei computer per l'ingegneria strutturale. Khan è l'ingegnere strutturale più importante del XX secolo, ha lasciato un'influenza senza precedenti e duratura sulla professione, a livello sia nazionale che internazionale. Khan, più di ogni altro individuo, ha inaugurato una rinascita nella costruzione dei grattacieli durante la seconda metà del XX secolo e ha reso possibile per le persone vivere e lavorare nelle "città del cielo". Khan ha creato un patrimonio di innovazioni senza eguali ed è diventato un'icona dell'architettura e dell'ingegneria strutturale.